# 1838 en science
| Années de la science : 1835 - 1836 - 1837 - 1838 - 1839 - 1840 - 1841    |
| Décennies de la science : 1800 - 1810 - 1820 - 1830 - 1840 - 1850 - 1860 |

Cet article présente les faits marquants de l'année 1838 en science.

## Événements
- 6 janvier : première démonstration du télégraphe électrique par Samuel Morse à Speedwell Ironworks près de Morristown aux États-Unis[1].
- Février : le botaniste allemand Matthias Jakob Schleiden expose dans son article Beiträge zur Phytogenesis (« Contributions à la phytogenèse ») son hypothèse de la théorie cellulaire . Tout tissu organique végétal est composé de cellules[2].
- 7 mars : Charles Darwin présente devant la Société géologique de Londres ses observations sur le séisme du 20 février 1835 à Concepción au Chili et conclut que « les chaînes de montagnes et les volcans sont dus à la même cause, et peuvent être considérés comme de simples phénomènes subsidiaires, accompagnant les élévations continentales ; que les élévations continentales et l'action des volcans sont des phénomènes actuellement en cours, causés par un changement lent mais important à l'intérieur de la terre ». Il rejoint ainsi les tenants de l'uniformitarisme.

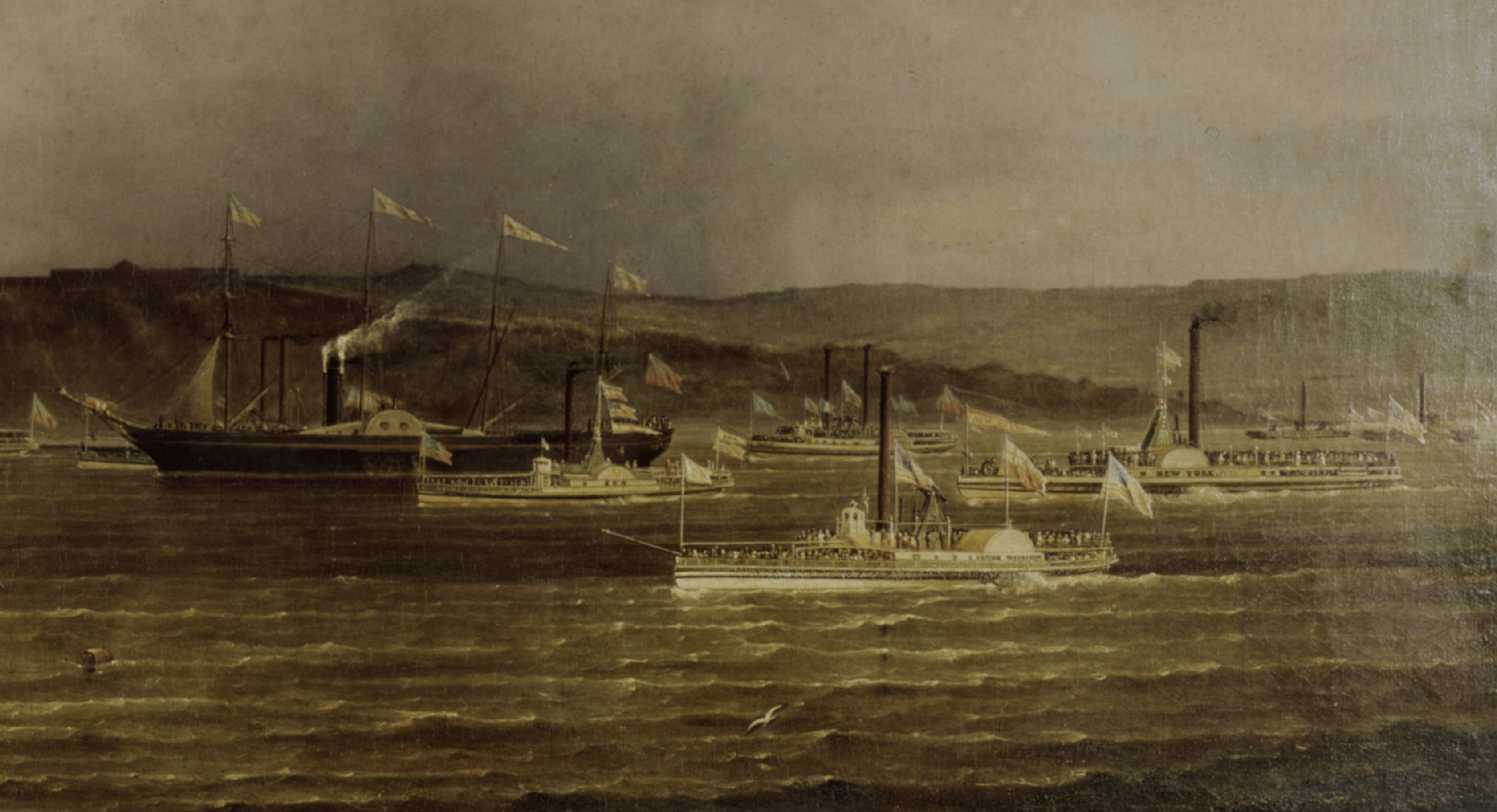
Arrivée du Great Western dans le port de New York le 23 avril.

- 23 avril : le bateau à vapeur Sirius achève la traversée de l'Atlantique de Cork à New York après dix-huit jours. Le même jour le vapeur Great Western d'Isambard Kingdom Brunel arrive à New York d'Avonmouth après en quinze jours de traversée. Il inaugure une ligne régulière de bateaux à vapeur[3].

- 12 juin : Charles Cagniard de Latour publie sa découverte de la multiplication par bourgeonnement de la levure de bière Saccharomyces cerevisiae[4].
- 21 juin : Charles Wheatstone présente son stéréoscope à la Royal Society[5].
- 10 juillet : le chimiste suédois Berzelius suggère dans une lettre au chimiste hollandais  Mulder d'adopter le nom de protéine pour désigner un radical chimique commun aux différentes « substances azotées ».  Le terme est utilisé pour la première fois dans un article en français publié le 30 juillet dans le Bulletin des sciences physiques et naturelles en Néerlande intitulé Sur la composition de certaines substances animales[6].

- 18 août : le marin et explorateur américain Charles Wilkes conduit une expédition scientifique de l'US Navy en Antarctique[7].
- 2 octobre : à l'issue dune série d'observation à l'aide de l'héliomètre commencée le 18 août 1837, l'astronome Friedrich Wilhelm Bessel réalise les premières mesures précises de la distance d'une étoile sur 61 Cygni par la méthode de la parallaxe[8],[9].
- 20-25 novembre : le chimiste suédois Carl Gustaf Mosander découvre l'élément lanthane en le séparant de l'oxyde de cérium. sa découverte est publiée en février 1839[10].

- L'astronome Claude Pouillet publie dans son Mémoire sur la chaleur solaire, sur les pouvoirs rayonnants et absorbants de l'air atmosphérique et sur la température de l'espace les premières mesures quantitatives de la chaleur émise par le soleil réalisées grâce à l'invention du pyrhéliomètre[11].
- Préhistoire : Boucher de Perthes, qui surveille les fouilles des carrières de la Somme, pense que l’homme est contemporain d’espèces animales disparues[12].
- Théophile-Jules Pelouze invente la « nitramidine », nitrocellulose stabilisée en imprégnant du carton[13].
- Le forgeron britannique Kirkpatrick Macmillan invente la bicyclette commandée par pédales[14].
- L’Ironside, navire en fer à traction à vapeur construit à Liverpool, traverse l’Atlantique[15].
- Le philosophe français Auguste Comte emploi pour la première le terme sociologie dans la 47° leçon son Cours de philosophie positive[16].

## Publications

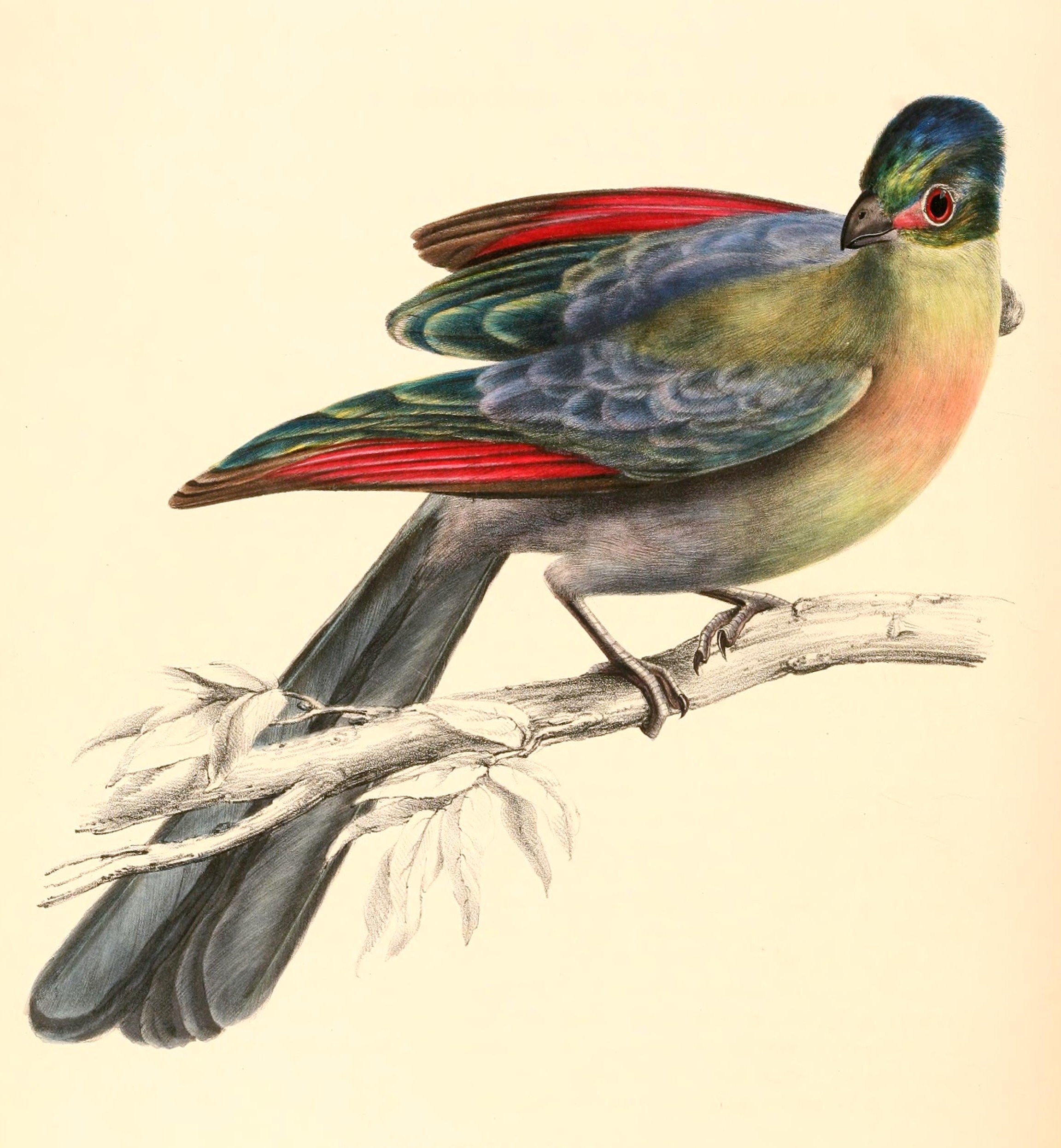
Touraco à huppe splendide. Illustrations of the Zoology of South Africa, 1838.

- Jöns Jakob Berzelius, Olof Gustaf Öngren et A. Wahlen et al., Traité de chimie, Paris, Firmin Didot et Fr., 1838 : parution du second volume.
- Jacques Boucher de Perthes, De la Création, Essai sur l'origine et la progression des êtres, Abbeville, 1838-1841 (lire en ligne).
- Peter Andreas Hansen : Fundamenta nova investigationis orbitae verae quam luna perlustrat.Révision de la théorie de la Lune.
- Andrew Smith : Illustrations of the Zoology of South Africa (1838–1849).

## Prix
- Médailles de la Royal Society
  - Médaille Copley : Carl Friedrich Gauss et Michael Faraday
  - Médaille royale : Henry Fox Talbot et Thomas Graham
  - Médaille Rumford : James David Forbes
- Médailles de la Geological Society of London
  - Médaille Wollaston : Richard Owen

## Naissances

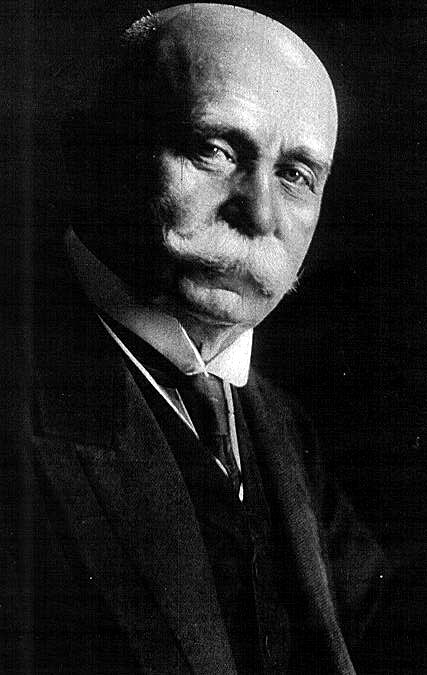
Ferdinand von Zeppelin

- 28 janvier : James Craig Watson (mort en 1880), astronome américano-canadien.

- 17 février : Friedrich Konrad Beilstein (mort en 1906), chimiste russe-allemand.
- 18 février : Ernst Mach (mort en 1916), physicien et philosophe autrichien.
- 3 mars : George William Hill (mort en 1914), astronome et mathématicien américain.
- 5 mars : Félix Fabart (mort en 1919), journaliste et géomètre français.
- 9 mars : Edmund von Fellenberg (mort en 1902), géologue et alpiniste suisse.
- 12 mars : William Henry Perkin (mort en 1907), chimiste anglais.
- 21 mars : Pietro Tacchini (mort en 1905), astronome italien.
- 5 avril : Alpheus Hyatt (mort en 1902), naturaliste américain.
- 16 avril : Ernest Solvay (mort en 1922), chimiste et industriel belge.
- 18 avril : Paul-Émile Lecoq de Boisbaudran (mort en 1912), chimiste français.
- 26 avril : Isidoro Falchi (mort en 1914), archéologue autodidacte et médecin italien.
- 2 mai : Paul Brocchi (mort en 1898), médecin, agronome et naturaliste français.
- 9 mai : Henry Eeles Dresser (mort en 1915), ornithologue britannique.
- 20 mai : Ferdinand Zirkel (mort en 1912), géologue et pétrologue allemand.
- 28 mai : Ferdinand Stoliczka (mort en 1874), géologue, paléontologue et zoologiste britannique d'origine tchèque.
- 8 juillet : Ferdinand von Zeppelin (mort en 1917), ingénieur allemand.
- 19 juillet
  - Joel Asaph Allen (mort en 1921), zoologiste américain.
  - Paul Havrez (mort en 1875), chimiste belge.
- 12 septembre : Arthur Auwers (mort en 1915), astronome allemand.
- 13 septembre : Otto Benndorf (mort en 1907), archéologue classique allemand.
- 11 novembre : Eugène Lefébure (mort en 1908), égyptologue français.
- 30 novembre : Adrien Arcelin (mort en 1904), géologue et archéologue préhistorien français.
- Après le 8 décembre : David Buchan (né en 1780), explorateur écossais.
- 12 décembre : Sherburne Wesley Burnham (mort en 1921), astronome américain.
- 16 décembre : Gustave-Marie Bleicher (mort en 1901), biologiste et géologue alsacien.
- 17 décembre : Angelo Mariani (mort en 1914), pharmacien français.
- 24 décembre : Thorvald Nicolai Thiele (mort en 1910), astronome, actuaire et mathématicien danois.
- 29 décembre : Clemens Winkler (mort en 1904), chimiste allemand.

- James Eccles (mort en 1915), géologue et alpiniste anglais.

## Décès

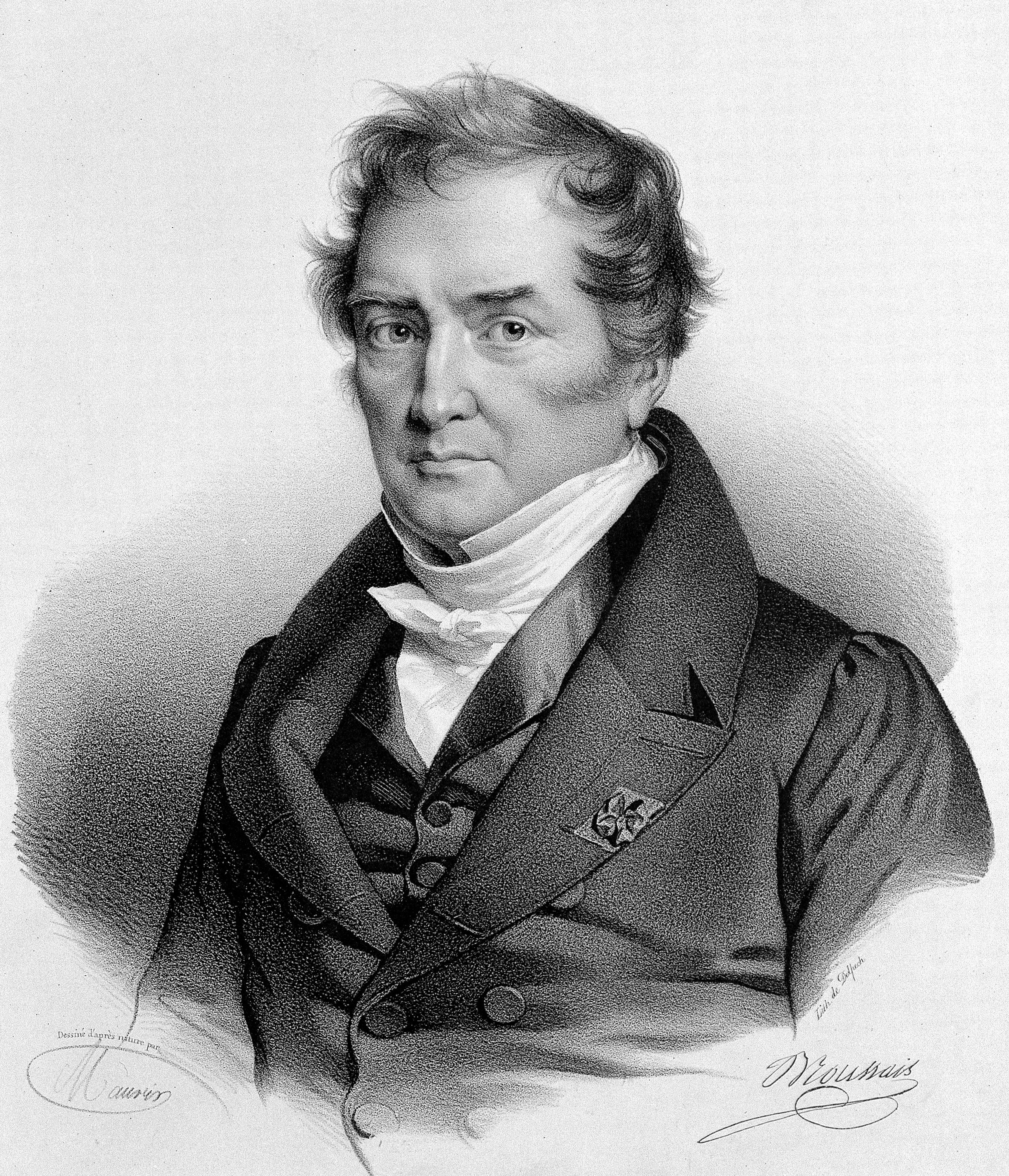
François Broussais

- 21 février : Antoine-Isaac Silvestre de Sacy (né en 1758), linguiste et orientaliste français.
- 27 mars : François Artaud (né en 1767), archéologue français.
- 12 mai : Jędrzej Śniadecki (né en 1768), écrivain, biologiste, chimiste et médecin polonais.
- 28 juin : Friedrich Accum (né en 1769), chimiste allemand.
- 19 juillet : Pierre Louis Dulong (né en 1785), chimiste et physicien français.
- 24 juillet : Frédéric Cuvier (né en 1773), zoologiste et paléontologue français.
- 27 septembre : Bernard Courtois (né en 1777), salpêtrier et chimiste français.
- 29 septembre : Pierre-Dominique Bazaine  (né en 1786), scientifique et officier ingénieur du génie français.
- 17 novembre : François Broussais (né en 1772), médecin et chirurgien français.
- 1er décembre : Jean-Baptiste Huzard (né en 1755), vétérinaire français.
- 20 décembre : François Pouqueville (né en 1770), médecin, diplomate, voyageur, écrivain et philhellène français.